# 唐纳德·斯科特 (田径运动员)
唐纳德·斯科特（英語：Donald Scott，1992年2月23日—），美国男子田径运动员。2020東京奧運会男子三级跳远第7名、2022年世界室内田径锦标赛男子三级跳远铜牌得主。